# Alegeri legislative în Germania, 2005

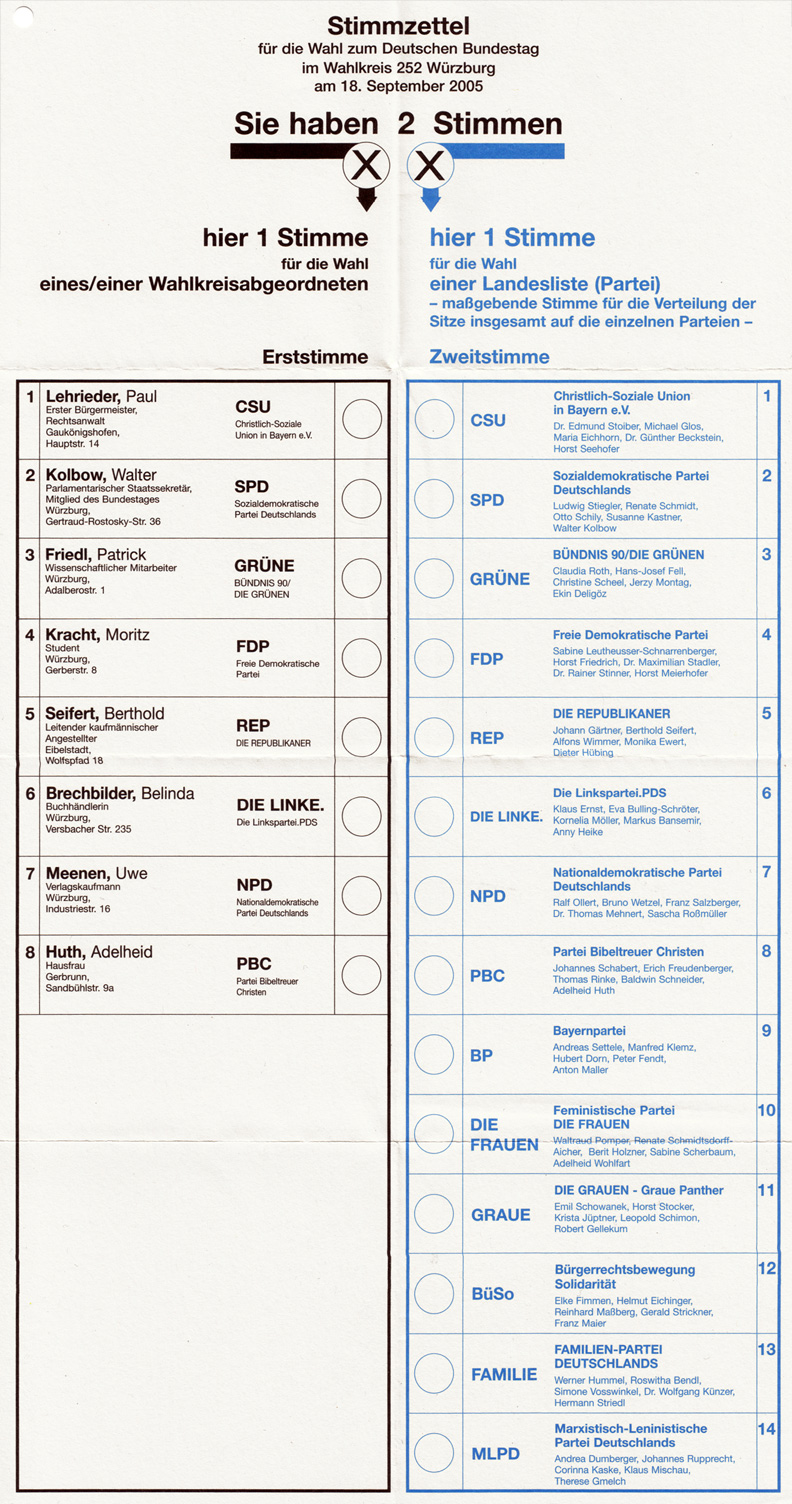
Buletin de vot pentru alegerea noului Bundestag 2005

## Motivul organizării alegerilor anticipate
Coaliția care a guvernat Germania până în 2005, așa-numită "roșu-verde" (social-democrații SPD + Verzii), a suferit spre sfârșitul ei înfrângeri și eșecuri importante, culminând cu alegerile pentru Landtag-ul (parlamentul de land federal) din Renania de Nord-Westfalia, unde a câștigat coaliția creștin-democrați CDU + liberali FDP. CDU conducea deja în aproape toate landurile federale, rezultatul fiind o politică de blocadă în Bundesrat (consiliul federal al Landurilor) față de Bundestag. Bundesrat-ul are drept de codecizie cu Bundestag-ul în anumite domenii - educația, interne și cultura. Dacă însă Bundesrat-ul se opune la toate propunerile de hotărâri/legi ale guvernului, atunci nu se pot lua decizii legislative, aceasta fiind o situație foarte problematică.
După ce Bundestag-ul i-a acordat cancelarului de la acea vreme Gerhard Schröder (SPD) la propria lui cerere un așa-numit vot constructiv de neîncredere (cu contribuția parlamentarilor chiar din propriul său partid!), acesta i-a cerut președintelui Germaniei Horst Köhler dizolvarea Bundestag-ului (pe motiv că nu mai dispune de susținere majoritară în acest for) precum și alegeri anticipate pentru Bundestag. Horst Köhler și Curtea Constituțională au confirmat că această măsură este în concordanță cu constituția Germaniei (Grundgesetz).

## Alegeri
Alegerile federale germane au fost ținute la 18 septembrie 2005 pentru a alege membrii Bundestag-ului Germaniei. Bundestag-ul alege pe viitorul cancelar federal, iar acesta la rândul său numește miniștrii din noul cabinet (consiliul de miniștri). Din cauza decesului unei candidate directe din circumscripția Dresda, în acest oraș alegerile au fost amânate cu 2 săptămâni, având loc la 2 octombrie 2005.

## Rezultate

### Rezultate oficiale finale
În urma adjudecări mandatului direct din Dresda de către CDU, fracțiunea parlamentară "Uniunea creștină" (CDU/CSU) a primit în Bundestag patru locuri mai mult decât SPD-ul (226 față de 222).

### Rezultate preliminare
|                               | Partid                        | Voturi          | Procentaj       | Procentaj       | Locuri în Bundestag | Locuri în Bundestag | Procentaj de locuri |
| ----------------------------- | ----------------------------- | --------------- | --------------- | --------------- | ------------------- | ------------------- | ------------------- |
|                               | Uniunea Creștin-Democrată CDU | 13.096.556      | 27,8 %          | -1,7            | 179                 | -11                 | 28,9 %              |
|                               | Uniunea Creștin-Socială CSU   | 3.494.564       | 7,4 %           | - 1,6           | 46                  | - 12                | 7,7 %               |
| Fracțiunea CDU/CSU, împreună: | Fracțiunea CDU/CSU, împreună: |                 | 35,2 %          |                 | 225                 |                     | 36.6 %              |
|                               | Partidul Social Democrat SPD  | 16.148.240      | 34,3 %          | - 4,2           | 222                 | - 29                | 35,6 %              |
|                               | Partidul Liber Democrat FDP   | 4.619.519       | 9,8 %           | + 2,4           | 61                  | + 14                | 10,2 %              |
|                               | Partidul Stânga. Die Linke.   | 4.086.134       | 8,7 %           | + 4,7           | 54                  | + 52                | 9,0 %               |
|                               | Verzii B90/Die Grünen         | 3.826.194       | 8,1 %           | - 0,4           | 51                  | - 4                 | 8,4 %               |
|                               | Alte partide                  |                 |                 |                 |                     |                     |                     |
|                               | Total                         |                 | 100,0 %         | -               | 613                 | + 10                | 100.0 %             |
|                               | Prezența la vot               | Prezența la vot | Prezența la vot | Prezența la vot | Prezența la vot     | Prezența la vot     | 77,7 %              |

## Analiză

Preferinţele electorale 2005:
CDU/CSU (albastru),
SPD (roşu),
Stânga cu origini comuniste (roşu închis).

Imediat după alegeri a fost important ca Germania să capete un guvern care să nu fie consumat de lupte interne și diferențe programatice prea mari.
CDU a suferit o mare dezamăgire, iar SPD l-a ajuns din urmă în ultimele zile de dinainte de alegeri, ceea ce majoritatea nu mai speraseră. Nici unul dintre cele două partide mari nu au obținut majoritate în Bundestag pentru coaliția favorizată (ori CDU/CSU + FDP, ori SPD + Verzii). Cauza a fost noul partid Die Linke., practic urmașul partidului comunist SED din RDG, care este puternic în special în landurile din est și a convins mulți alegători care înainte votau cu SPD.
Învingătorul și totodată pierzătorul alegerilor este FDP. A obținut cel mai bun rezultat din ultimii 15 ani. Dar totodată, împreună cu CDU/CSU nu atinge majoritatea de locuri în Bundestag, în timp ce o coaliție cu SPD și Verzii (coaliție de tip "semafor": "roșu-galben-verde") a fost categoric exclusă de conducerea partidului.
Până la urmă s-a ajuns la așa-numita "Marea coaliție": CDU/CSU și SPD ("negru-roșu"), condusă de Angela Merkel (CDU), dar numai după ce Gerhard Schröder (SPD) și-a recunoscut înfrângerea și a renunțat la pretențiile sale politice.

## Noul cabinet federal
La 10 octombrie 2005 a fost dat publicității faptul că Germania va fi condusă de o coaliție CDU/CSU + SPD, iar atât fotoliul de cancelar, cât și funcția de președinte al Bundestag-ului vor fi ocupate de creștin-democrați. La 22 noiembrie 2005 Angela Merkel (CDU) a fost aleasă de către parlament în funcția de cancelară federală. În această calitate ea a numit miniștrii din cabinet, conform înțelegerii cu celălalt partid din coaliția guvernamentală, SPD.